# Atak korelacyjny
Atak korelacyjny – klasa ataków tekstowych ukierunkowanych na łamanie szyfrów strumieniowych, których strumień jest generowany przez połączenie kilku liniowych przesunięć rejestrów (LFSR). Wykorzystują funkcję logiczną Boolean.
Współczesne szyfry korzystają z funkcji, które pozwalają uniknąć tego ataku. Jednak zawsze należy rozważyć podatność na niego każdego nowego algorytmu szyfrującego.